# NK OŠK Omišalj
NK OŠK je nogometni klub iz Omišlja.

## Povijest
NK OŠK je osnovan 1982. godine i djelovao je do 1992. godine. 2006. godine je obnovljen.
Trenutačno se natječe u 1. ŽNL Primorsko-goranskoj.
2018./19. NK OŠK Osvojio je prvo mjesto u 1. ŽNL Primorsko-goranskoj.